# Martí Grivé i Cuní
Martí Grivé i Cuní (Granollers, 11 de novembre de 1814 – Perth, Austràlia, 1 de novembre de 1886) va ser un metge i sacerdot granollerí que exercí l'activitat eclesiàstica com a Bisbe de Perth.

## Biografia
Nascut el 1814 a Granollers, era fill dels pagesos Jaume Grivé i Teresa Cuní. El 1829 va ingressar al seminari de Vic, on va estudiar matemàtiques i lògica. El 1839 es va graduar al seminari major de Barcelona i va realitzar set anys de formació teològica. Els darrers sis anys van ser acreditats per la Universitat de Cervera. Després de completar els seus estudis teològics, va estudiar medicina i cirurgia obtenint, el 1845, les llicenciatures en filosofia, medicina i en cirurgia.
El desembre de 1847 fou ordenat sacerdot per a la diòcesi de Girona i va rebre un petit benefici. També se li va concedir una llicència per exercir el seu ministeri a la diòcesi de Barcelona, com a rector de la parròquia de Sant Esteve de Palautordera. Però al cap de pocs mesos s’ofereix voluntari per anar a Austràlia amb altres frares benedictins, essent acceptat per afegir-se a la missió liderada per mossèn Josep Serra.
Grivé es va afegir a una missió benedictina a New Norcia, una zona allunyada i molt empobrida on va fer un gran servei gràcies als seus coneixements de medicina. El 1859 fou nomenat administrador de la diòcesi de Perth, la ciutat australiana més poblada en aquell moment (uns tres mil habitants). Al cap de poc el govern britànic desterrà uns 10.000 convictes a la zona, fet que va provocar nombrosos problemes socials i sanitaris. Grivé hi fa una labor molt notable impulsant millores sanitàries així com mesures d’escolarització.
El 1869, viatja a Europa per participar en el Concili Vaticà I on seria nomenat Bisbe de Tlos, a Turquia, fins que 1871 quan, després la mort del Bisbe Brady, Martí Grivé és consagrat Bisbe de Perth. L’octubre del 1882, retorna novament a Europa i visita Roma i Barcelona. A la Ciutat Comtal assisteix com a metge i capellà els darrers dies de Josep Maria Urquinaona, Bisbe de Barcelona.
El 1886, de nou a Austràlia, pateix un accident en caure per les escales de la Catedral de Santa Maria de Perth. Fou enterrat al mateix temple, la construcció del qual havia estat impulsada per ell mateix.